# Marmagne (Côte-d’Or)
Marmagne település Franciaországban, Côte-d’Or megyében. Lakosainak száma 197 fő (2022. január 1.). Marmagne Touillon, Fain-lès-Montbard, Montbard és Nogent-lès-Montbard községekkel határos.

## Népesség
A település népességének változása:
| Lakosok száma | 221  | 213  | 281  | 247  | 233  | 221  | 212  | 207  | 203  | 197  |
|               | 1968 | 1982 | 1990 | 2006 | 2013 | 2015 | 2017 | 2019 | 2020 | 2022 |